# Bruinbeke
Bruinbeke is een gehucht in de Belgische provincie Oost-Vlaanderen. Het ligt in Schellebelle, een deelgemeente van Wichelen. Bruinbeke ligt ten zuidoosten van het centrum van Schellebelle, in het gebied tussen de dorpen Schellebelle, Serskamp, Wanzele en Wichelen. Ten oosten stroomt de Molenbeek, die een kilometer noordwaarts in de Schelde uitmondt en waar het gehucht zijn naam aan ontleent vanwege de bruine (klei-)kleur die het water van de Molenbeek had toen deze nog sneller stroomde. 

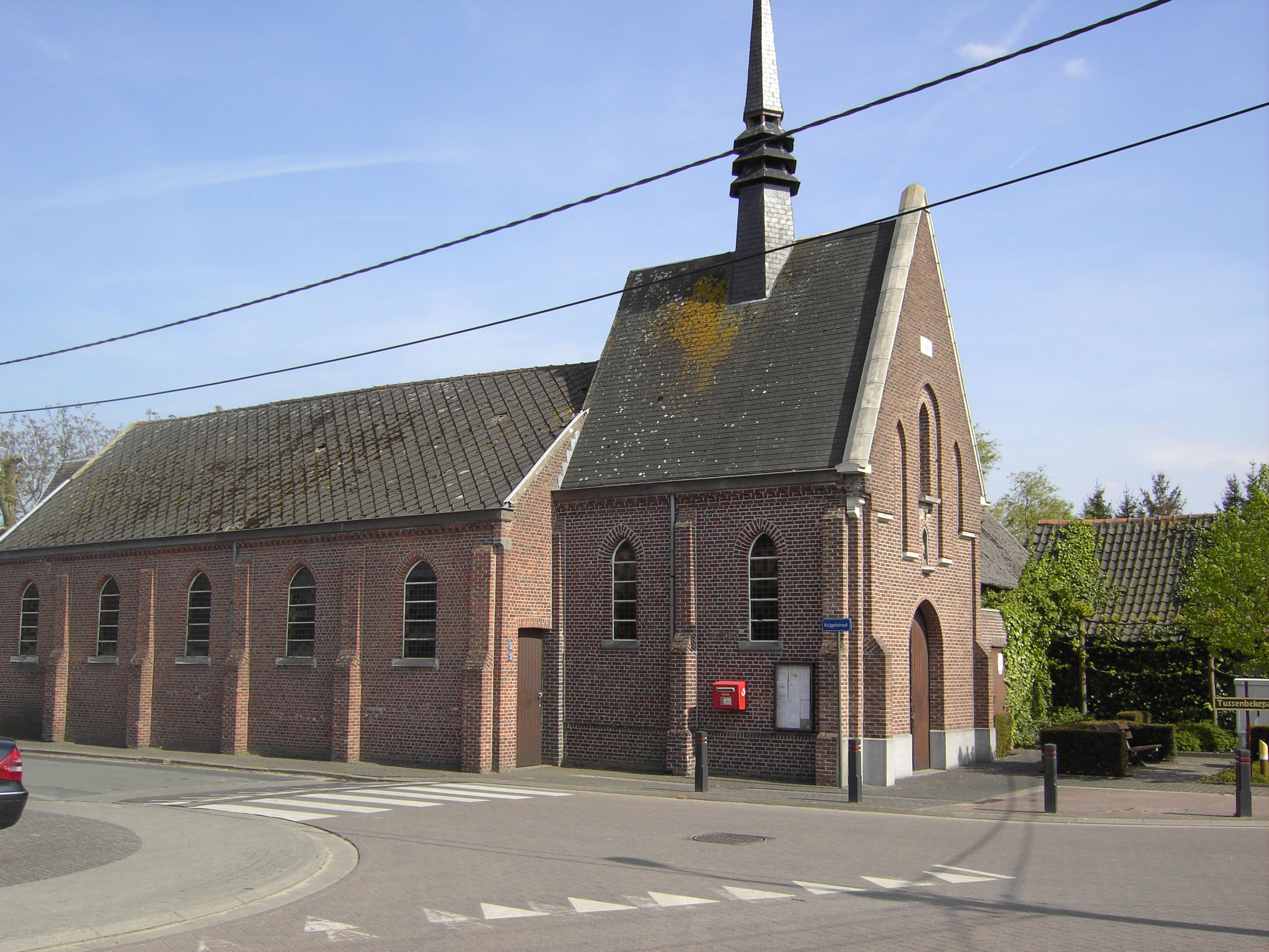
Bruinbeekkapel

## Geschiedenis
Op de Ferrariskaart uit de jaren 1770 staat de plaats al weergeven als het gehucht Bruynbeke. Net oosten, aan de overkant van de Molenbeek, werd het gehuchtje Boyeghem (Boeygem) aangeduid. Op de Molenbeek werd op de kaart ook de watermolen van Bruinbeke aangeduid.
In 1837 werd ten noorden de spoorlijn Gent-Mechelen geopend, die het gebied tussen Bruinbeke en de Schelde van west naar oost doorsneed. In 1856 kwam ten zuidwesten de spoorlijn Wetteren-Aalst.
In 1878 werd in Bruinbeke de eerste Bruinbeekkapel opgetrokken als dank voor bescherming tegen een pestepidemie. De kapel is gewijd aan Sint-Jozef. Het gebouw deed aanvankelijk dienst als wegkapel om er de rozenkrans te bidden bij sterfgevallen, en in de meimaand voor verering van Onze-Lieve-Vrouw. In 1880 werd er voor het eerst de mis opgedragen. In 1911 werd de kapel tot wijkkapel vergroot en bood plaats aan 250 mensen, maar Bruinbeke werd nooit een zelfstandige parochie. De kapel werd eind 20ste eeuw uit gebruik genomen voor erediensten maar werd nooit ontwijd. De kapel werd een decennium later grondig gerenoveerd en omgevormd tot polyvalente zaal en buurthuis voor allerhande doeleinden.

## Bezienswaardigheden
- de Sint-Jozefkapel ook wel de Bruinbeekkapel genoemd
- de Van Hauwermeirenmolen, een watermolen op de Molenbeek

## Verkeer en vervoer
Ten noorden loopt de N416, de weg van Wetteren en Schellebelle naar Wichelen en Dendermonde. Door Bruinbeke loopt de straat van Schellebelle naar Wanzele in het zuiden.
In het noorden loopt van west naar oost spoorlijn 53 en in het zuidwesten loopt spoorlijn 50.

## Trivia
Tijdens het schooljaar 1998-1999 werd de Bruinbeekse gemeentelijke basisschool de eerste laureaat van de pas opgerichte Koningin Paolawedstrijd. Koningin Paola bracht zelf een bezoek aan het gehucht om te zien hoe kinderen er werken rond de thema's natuureducatie, differentiatie en respect voor andere culturen en ontwikkelingshulp. De prijs bedroeg ongeveer 6.250 euro, een deel werd geschonken aan de vzw Natuurreservaten en de rest ging naar de bouw van een schooltje in het Afrikaanse Benin.

## Nabijgelegen kernen
Wichelen, Wanzele, Serskamp, Schellebelle